# Pont-en-Royans
Pont-en-Royans è un comune francese di 892 abitanti situato nel dipartimento dell'Isère della regione dell'Alvernia-Rodano-Alpi.

## Società

### Evoluzione demografica
Abitanti censiti